# Ларрі Коен
Лоуренс Джордж Коен (англ. Lawrence George Cohen; 15 липня 1936 — 23 березня 2019) — американський режисер, сценарист та продюсер, найбільш відомий за фільмами жахів та науково-фантастичними фільмами, серед яких «Воно живе» (1974), «Бог велів мені» (1976), «Q» (1982), «Штучка» (1985) і «Швидка допомога» (1990).

## Раннє життя
Лоуренс Джордж Коен народився в Манхеттені 15 липня 1936 року. Його родина має єврейське походження. Його сестра, Ронні Чейзен, була публіцистом і працювала з ним на початку його кінокар'єри. У ранньому віці він переїхав до району Рівердейл у Бронксі.
У дитинстві Коен демонстрував ненажерливий апетит до фільмів, відвідуючи кінотеатри щонайменше двічі на тиждень, і більшість з них були подвійними сеансами, юний Коен примудрявся споживати щонайменше чотири фільми на тиждень. Він був прихильником крутих детективів і нуарних фільмів. Коен був особливим шанувальником режисера Майкла Кертіcа, серед фільмів якого «Пригоди Робін Гуда», «Додж Сіті» та «Касабланка».

## Кар'єра

### Рання робота
У 1950-х роках Коен працював на телекомпанії NBC, де навчився продюсувати телеп'єси, а невдовзі почав писати власні телевізійні сценарії. Він створив телесеріал «Загарбники», а також писав сценарії для декількох епізодів «Захисників» і «Втікача».
У 1966 році він написав сценарій до вестерну «Повернення семи» (також відомого як «Повернення чудової сімки»), продовження фільму «Чудова сімка» 1960 року. Він також створив телесеріал «Branded» (1965–1966).

### 1970-ті
Хоча Коен продовжував писати сценарії для телесеріалів і кінофільмів протягом 1970-х років, наприклад для серіалу «Коломбо», він почав випробовувати себе на поприщі режисури. Його режисерським дебютом стала чорна комедія 1972 року «Боун» з Яфетом Котто в головній ролі. У 1974 році він написав, спродюсував і зняв фільм жахів «Воно живе» про дитинча-мутанта, яке починає у вбивати. Стрічка, яка спочатку зазнала комерційного провалу, була перевиданна з новою рекламною кампанією; Фільм мав помірним успіх, заробивши понад 7 мільйонів доларів для Warner Bros. і породивши два продовження: «Воно живе знову» (1978) і «Воно живе: Острів живих» (1987), обидва зняв Коен.
Наступним фільмом Коена стала наукова фантастика про серійних вбивць «Бог велів мені»  (1976), у якому нью-йоркський детектив розслідує низку вбивств, вчинених випадковими людьми, які стверджують, що Бог наказав їм скоїти злочини. Протягом 1970-х і 1980-х років він працював переважно в жанрі жахів, часто поєднуючи елементи криміналу, поліцейського процедуралу і наукової фантастики з дошкульними соціальними коментарями.

### 1980-ті
Протягом 1980-х років Коен був режисером і сценаристом ряду малобюджетних фільмів жахів, у багатьох з яких головну роль зіграв актор Майкл Моріарті. Першим був «Q» (1982) про ацтекського бога, відомого як Кетцалькоатль (Крилатий змій), який воскрес і живе на вершині Крайслер-білдінг.
Наступним проектом Коена була «Штучка» (1985), фільм про інопланетну субстанцію, яку починають продавати як низькокалорійний десерт. У 1987 році Коен зняв «Повернення до Салем Лоту», неофіційне продовження роману Стівена Кінга та мінісеріалу «Доля Салему».

### 1990-ті
Коен розпочав 1990-ті з фільму «Швидка допомога» з Еріком Робертсом у головній ролі. Дія фільму розгортається в Нью-Йорку і зосереджується на художнику коміксів Джоші Бейкеру, який стає свідком зникнення людей, яких забирає таємнича машина швидкої допомоги, яка ніколи не доїжджає до міської лікарні. У «Швидкій допомозі» є камео Стена Лі, Ларрі Хама та Джима Салікрупа з Marvel Comics. У 1996 році він став режисером блексплуатейшен-фільму «Оригінальні гангстери», у якому зіграли Джим Браун, Пем Ґрієр і Фред Вільямсон. Більшу частину десятиліття Коен зосереджувався на написанні сценаріїв. Він написав трилогію Вільяма Люстіга про поліцейського-маніяка, в якій Роберт З'Дар зобразив немертя-маніяка-поліцейського. Також написав історію для фільму «Викрадачі тіл» Абеля Феррари, третьої екранізації однойменної новели.

### 2000-ні
Після 1990-х років Коен був менш плідним і зосередився виключно на написанні сценаріїв, за винятком режисування епізоду 2006 року "Забери мене" телесеріалу-антології «Майстри жахів», головну роль в якому зіграв постійний актор Коена Майкл Моріарті. Його перший проект, «Телефонна будка» (2002), став учасником голівудської тендерної війни, і сценарій врешті-решт опинився у Джоела Шумахера. «Телефонна будка» мала комерційний успіх: світові збори склали 98 мільйонів доларів при бюджеті в 13 мільйонів. У фільмі зіграли Колін Фаррелл, Кіфер Сазерленд, Форест Вітакер та Кеті Холмс.
Наступний фільм за його сценарієм — ще один гостросюжетний кримінальний трилер «Стільниковий» (2004), також був присвячений телефонам. Головні ролі зіграли Кім Бейсінгер, Кріс Еванс, Вільям Х. Мейсі та Джейсон Стетхем.
У 2003 році Коен разом із колегою Мартіном Полом опинився в центрі судового процесу проти 20th Century Fox, стверджуючи, що компанія плагіатувала їхній сценарій під назвою «Cast of Characters» для створення «Ліги видатних джентльменів» з Шоном Коннері в головній ролі. Як повідомляло BBC, у позові стверджується, що "містер Коен і містер Полл кілька разів пропонували цю ідею телеканалу Fox у період між 1993 і 1996 роками під назвою «Cast of Characters» («Склад персонажів»). «Ліга видатних джентльменів» була адаптацією серії коміксів 1999 року Алана Мура та художника Кевіна О'Ніла.
У 2009 році Йозеф Руснак зняв ремейк фільм Коена «Воно живе». Коен визнав, що ремейк був жахливим, і заявив: «Це жахлива картина. Це просто жахливо».

## Особисте життя
Коен був одружений двічі: на Джанель Вебб, до їхнього розлучення у 1980 році; а потім на Синтії Костас, з 1994 року і до своєї смерті. У нього дві доньки. Його сестра Ронні Чейзен була вбита 16 листопада 2010 року під час стрілянини в Беверлі-Хіллз.

### Смерть
Коен помер 23 березня 2019 року від раку у своєму будинку в Беверлі-Хіллз у віці 82 роки.

## Фільмографія
| Рік  | Назва                              | Режисер | Сценарист | Продюсер   |
| ---- | ---------------------------------- | ------- | --------- | ---------- |
| 1972 | Боун                               | Так     | Так       | Так        |
| 1973 | Чорний Цезар                       | Так     | Так       | Так        |
| 1973 | Чортівня у Гарлемі                 | Так     | Так       | Так        |
| 1974 | Воно живе                          | Так     | Так       | Так        |
| 1976 | Бог велів мені                     | Так     | Так       | Так        |
| 1977 | Приватні файли Джона Едгара Гувера | Так     | Так       | Так        |
| 1978 | Воно живе знову                    | Так     | Так       | Так        |
| 1981 | Схід повного місяця                | Так     | Так       | Так        |
| 1982 | Q: Крилатий змій                   | Так     | Так       | Так        |
| 1984 | Ідеальні незнайомці                | Так     | Так       | Ні         |
| 1984 | Спецефекти                         | Так     | Так       | Ні         |
| 1985 | Штучка                             | Так     | Так       | Так        |
| 1987 | Воно живе: Острів живих            | Так     | Так       | Виконавчий |
| 1987 | Повернення до Салемз Лоту          | Так     | Так       | Виконавчий |
| 1987 | Смертельна ілюзія                  | Так     | Так       | Ні         |
| 1988 | Маніяк-поліцейський                | Ні      | Так       | Так        |
| 1989 | Зла мачуха                         | Так     | Так       | Виконавчий |
| 1990 | Швидка допомога                    | Так     | Так       | Так        |
| 1990 | Маніяк-поліцейський 2              | Ні      | Так       | Так        |
| 1993 | Маніяк-поліцейський 3              | Ні      | Так       | Так        |
| 1995 | Жива небіжчиця                     | Так     | Так       | Так        |
| 1996 | Оригінальні гангстери              | Так     | Ні        | Ні         |

Тільки сценарист
- Повернення сімки (1966)
- Я маю справу з ризиком (1966)
- Кричи, крихітко, кричи (1969)
- Татко вирушає на полювання (1969)
- Ель Кондор (1970)
- Я, суд присяжних (1982)
- Викрадачі тіл (1993)
- Дядяко Сем (1996)
- Телефонна будка (2002)
- Стільниковий (2004)
- Воно живе[en] (2009)

Актор
| Рік  |     | Українська назва          | Оригінальна назва                 | Роль               |
| ---- | --- | ------------------------- | --------------------------------- | ------------------ |
| 1984 | ф   | Ідеальні незнайомці       | Perfect Strangers                 | чоловік на вулиці  |
| 1984 | ф   | Спецефекти                | Special Effects                   | журналіст          |
| 1985 | ф   | Шпигуни, як ми            | Spies Like Us                     | агент "Ace Tomato" |
| 1987 | ф   | Повернення до Салемз Лоту | A Return to Salem's Lot           | жінка-зомбі        |
| 2002 | док |                           | BaadAsssss Cinema                 | в ролі самого себе |
| 2005 | док |                           | Make Your Own Damn Movie!         | в ролі самого себе |
| 2009 | док |                           | Nightmares in Red, White and Blue | в ролі самого себе |
| 2019 | док |                           | In Search of Darkness             | в ролі самого себе |
| 2020 | док |                           | In Search of Darkness: Part II    | в ролі самого себе |